# Манасас (Џорџија)
Манасас (Џорџија) (енгл. Manassas) град је у америчкој савезној држави Џорџија. По попису становништва из 2010. у њему је живело 94 становника.

## Демографија
Према попису становништва из 2010. у граду је живело 94 становника, што је 6 (6,0%) становника мање него 2000. године.
| Група             | 2000.      | 2010.      |
| Белци             | 41 (41,0%) | 46 (48,9%) |
| Афроамериканци    | 59 (59,0%) | 36 (38,3%) |
| Азијати           | 0 (0,0%)   | 0 (0,0%)   |
| Хиспаноамериканци | 0 (0,0%)   | 11 (11,7%) |
| Укупно            | 100        | 94         |